# Saint-Léon (Haute-Garonne)
Pour les articles homonymes, voir Saint-Léon.
Saint-Léon est une commune française située dans l'est du département de la Haute-Garonne, en région Occitanie.
Sur le plan historique et culturel, la commune est dans le Lauragais, l'ancien « Pays de Cocagne », lié à la fois à la culture du pastel et à l’abondance des productions, et de « grenier à blé du Languedoc ». Exposée à un climat océanique altéré, elle est drainée par la Hyse, le Rieutort, le ruisseau d'Amadou, le ruisseau de Bajoulès, le ruisseau de Grandou et par divers autres petits cours d'eau.
Saint-Léon est une commune rurale qui compte 1 284 habitants en 2022, après avoir connu une forte hausse de la population depuis 1968. Elle fait partie de l'aire d'attraction de Toulouse.

## Géographie

### Localisation
La commune de Saint-Léon se trouve dans le département de la Haute-Garonne, en région Occitanie.
Elle se situe à 24 km à vol d'oiseau de Toulouse, préfecture du département, et à 13 km d'Escalquens, bureau centralisateur du canton d'Escalquens dont dépend la commune depuis 2015 pour les élections départementales.
La commune fait en outre partie du bassin de vie de Toulouse.
Les communes les plus proches sont : 
Noueilles (3,6 km), Auragne (4,4 km), Belbèze-de-Lauragais (4,6 km), Pouze (4,7 km), Ayguesvives (5,0 km), Issus (5,1 km), Mauvaisin (5,1 km), Montesquieu-Lauragais (5,8 km).
Sur le plan historique et culturel, Saint-Léon fait partie du Lauragais, occupant une vaste zone, autour de l’axe central que constitue le canal du Midi, entre les agglomérations de Toulouse au nord-ouest et Carcassonne au sud-est et celles de Castres au nord-est et Pamiers au sud-ouest. C'est l'ancien « Pays de Cocagne », lié à la fois à la culture du pastel et à l’abondance des productions, et de « grenier à blé du Languedoc ».

### Communes limitrophes
Saint-Léon est limitrophe de neuf autres communes.
Les communes limitrophes sont  Aignes, Auragne, Ayguesvives, Belbèze-de-Lauragais, Mauvaisin, Montgiscard, Nailloux, Noueilles et Pouze.
| Pouze, Noueilles | Belbèze-de-Lauragais | Montgiscard |
| Auragne          | Saint-Léon           | Ayguesvives |
| Mauvaisin        | Aignes               | Nailloux    |

### Géologie et relief
La superficie de la commune est de 2 421 hectares ; son altitude varie de 185  à   291 mètres.

### Hydrographie

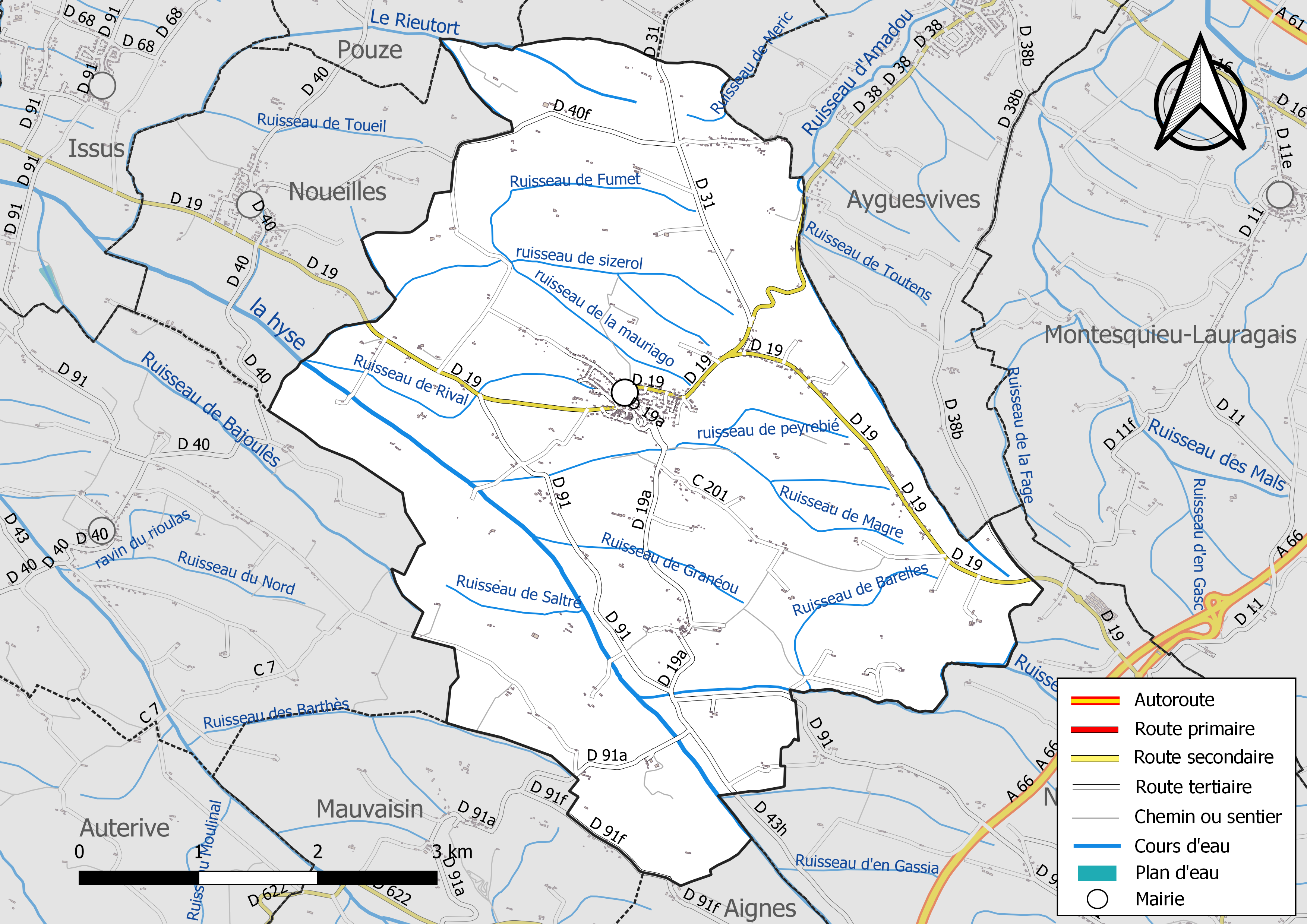
Réseaux hydrographique et routier de Saint-Léon.

La commune est dans le bassin de la Garonne, au sein du bassin hydrographique Adour-Garonne. Elle est drainée par la Hyse, le Rieutort, le ruisseau d'Amadou, le ruisseau de Bajoulès, le ruisseau de Grandou, le ruisseau de Barelles, le ruisseau de Borde Rouge, le ruisseau de Fumet, le ruisseau de Granéou, le ruisseau de Jaunat, le ruisseau de la cadayre, le ruisseau de la mauriago, le ruisseau de Magre, le ruisseau de Meric,, constituant un réseau hydrographique de 37 km de longueur totale,.
La Hyse, d'une longueur totale de 29,3 km, prend sa source dans la commune de Gibel et s'écoule du sud-est vers le nord-ouest. Elle traverse la commune et se jette dans l'Ariège à Venerque, après avoir traversé 10 communes.

### Climat
Pour des articles plus généraux, voir Climat de l'Occitanie et Climat de la Haute-Garonne.
En 2010, le climat de la commune est de type climat du Bassin du Sud-Ouest, selon une étude s'appuyant sur une série de données couvrant la période 1971-2000. En 2020, Météo-France publie une typologie des climats de la France métropolitaine dans laquelle la commune est exposée à un climat océanique altéré et est dans la région climatique Aquitaine, Gascogne, caractérisée par une pluviométrie abondante au printemps, modérée en automne, un faible ensoleillement au printemps, un été chaud (19,5 °C), des vents faibles, des brouillards fréquents en automne et en hiver et des orages fréquents en été (15 à 20 jours).
Pour la période 1971-2000, la température annuelle moyenne est de 13 °C, avec une amplitude thermique annuelle de 15,5 °C. Le cumul annuel moyen de précipitations est de 749 mm, avec 9,2 jours de précipitations en janvier et 5,6 jours en juillet. Pour la période 1991-2020, la température moyenne annuelle observée sur la station météorologique la plus proche, située sur la commune de Ségreville à 18 km à vol d'oiseau, est de 13,4 °C et le cumul annuel moyen de précipitations est de 747,6 mm,. Pour l'avenir, les paramètres climatiques de la commune estimés pour 2050 selon différents scénarios d'émission de gaz à effet de serre sont consultables sur un site dédié publié par Météo-France en novembre 2022.

### Milieux naturels et biodiversité
Aucun espace naturel présentant un intérêt patrimonial n'est recensé sur la commune dans l'inventaire national du patrimoine naturel,,.

## Urbanisme

### Typologie
Au 1er janvier 2024, Saint-Léon est catégorisée bourg rural, selon la nouvelle grille communale de densité à sept niveaux définie par l'Insee en 2022.
Elle est située hors unité urbaine. Par ailleurs la commune fait partie de l'aire d'attraction de Toulouse, dont elle est une commune de la couronne,. Cette aire, qui regroupe 527 communes, est catégorisée dans les aires de 700 000 habitants ou plus (hors Paris),.

### Occupation des sols
L'occupation des sols de la commune, telle qu'elle ressort de la base de données européenne d’occupation biophysique des sols Corine Land Cover (CLC), est marquée par l'importance des territoires agricoles (97,4 % en 2018), en diminution par rapport à 1990 (99 %). La répartition détaillée en 2018 est la suivante : 
terres arables (90,8 %), zones agricoles hétérogènes (6,1 %), zones urbanisées (1,6 %), forêts (1 %), prairies (0,5 %). L'évolution de l’occupation des sols de la commune et de ses infrastructures peut être observée sur les différentes représentations cartographiques du territoire : la carte de Cassini (XVIIIe siècle), la carte d'état-major (1820-1866) et les cartes ou photos aériennes de l'IGN pour la période actuelle (1950 à aujourd'hui).

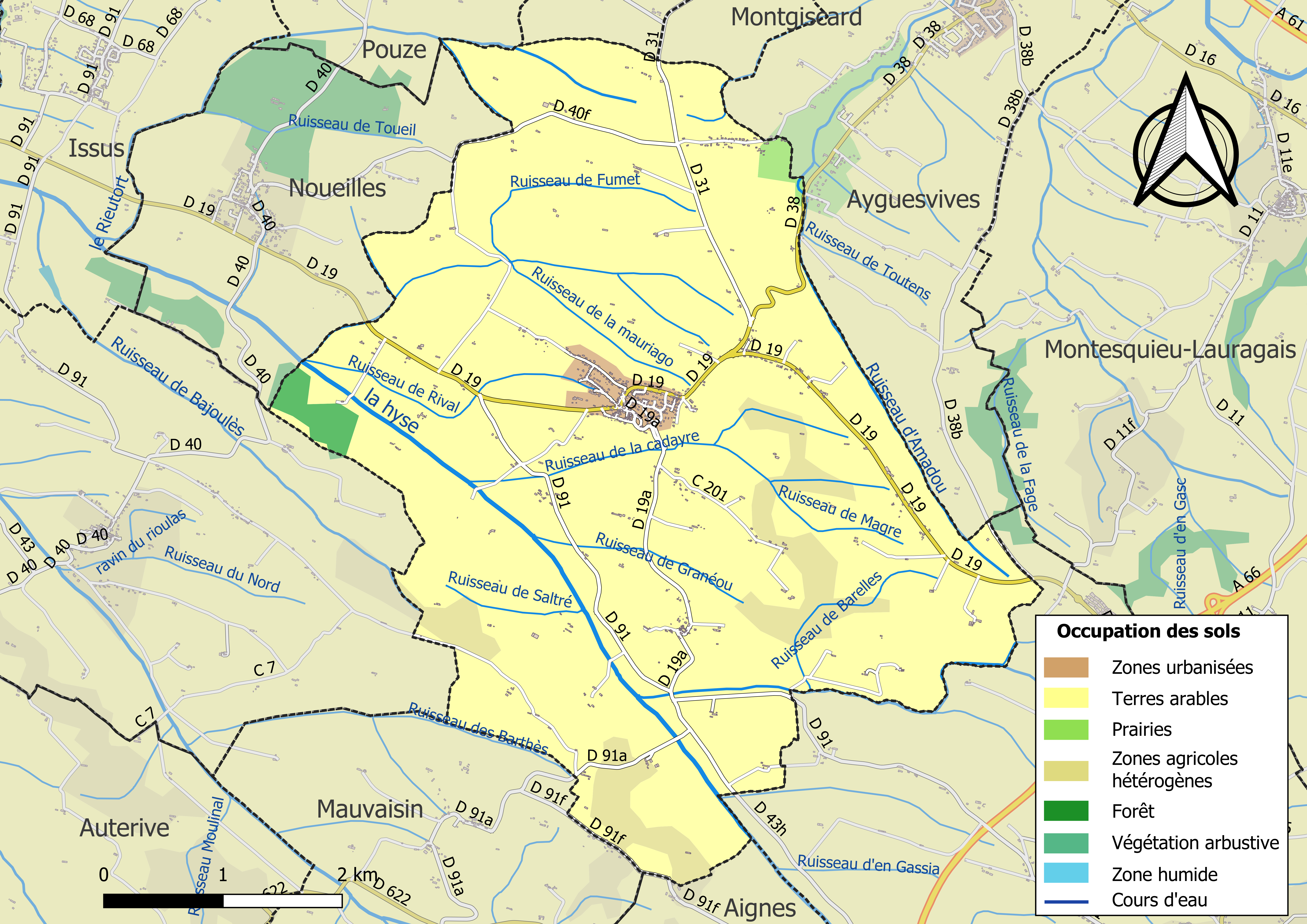
Carte des infrastructures et de l'occupation des sols de la commune en 2018 (CLC).

### Voies de communication et transports

#### Voies de communication
Accès par les routes départementales D91A et D19.

#### Transports
La ligne express Hop!303 du réseau Arc-en-Ciel relie le centre de la commune à la station Université-Paul-Sabatier du métro de Toulouse.

### Risques majeurs
Le territoire de la commune de Saint-Léon est vulnérable à différents aléas naturels : météorologiques (tempête, orage, neige, grand froid, canicule ou sécheresse), inondations et séisme (sismicité très faible). Un site publié par le BRGM permet d'évaluer simplement et rapidement les risques d'un bien localisé soit par son adresse soit par le numéro de sa parcelle.
Certaines parties du territoire communal sont susceptibles d’être affectées par le risque d’inondation par débordement de cours d'eau, notamment la Hyse. La commune a été reconnue en état de catastrophe naturelle au titre des dommages causés par les inondations et coulées de boue survenues en 1982, 1998, 1999, 2000, 2006 et 2009,.

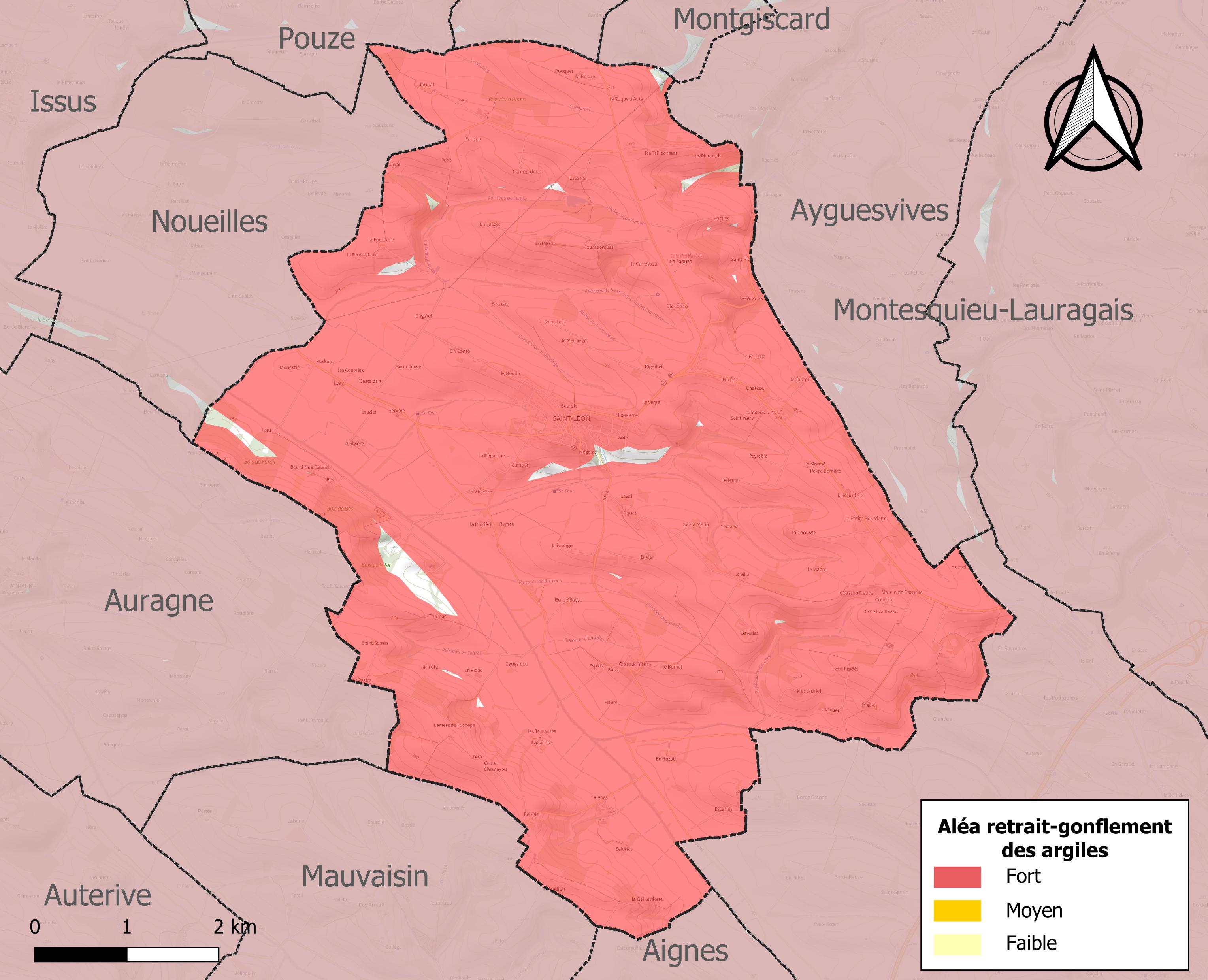
Carte des zones d'aléa retrait-gonflement des sols argileux de Saint-Léon.

Le retrait-gonflement des sols argileux est susceptible d'engendrer des dommages importants aux bâtiments en cas d’alternance de périodes de sécheresse et de pluie. 98,6 % de la superficie communale est en aléa moyen ou fort (88,8 % au niveau départemental et 48,5 % au niveau national). Sur les 480 bâtiments dénombrés sur la commune en 2019, 478 sont en aléa moyen ou fort, soit 100 %, à comparer aux 98 % au niveau départemental et 54 % au niveau national. Une cartographie de l'exposition du territoire national au retrait gonflement des sols argileux est disponible sur le site du BRGM,.
Par ailleurs, afin de mieux appréhender le risque d’affaissement de terrain, l'inventaire national des cavités souterraines permet de localiser celles situées sur la commune.
Concernant les mouvements de terrains, la commune a été reconnue en état de catastrophe naturelle au titre des dommages causés par la sécheresse en 1989, 2003, 2011 et 2016 et par des mouvements de terrain en 1999.

## Toponymie
Durant la Révolution, la commune porte le nom de Mont-la-Hyse.
En occitan, le nom de la commune est Sent Lèon.
Ses habitants sont appelés les Saint-Léonais.

## Politique et administration

### Administration municipale
Le nombre d'habitants au recensement de 2011 étant compris entre 500 et 1 499 habitants, le nombre de membres du conseil municipal pour l'élection de 2020 est de quinze,.

### Rattachements administratifs et électoraux
Commune faisant partie de la septième circonscription de la Haute-Garonne, de la communauté de communes des Terres du Lauragais et du canton d'Escalquens (avant le redécoupage départemental de 2014, Saint-Léon faisait partie de l'ex-canton de Nailloux et avant le 1er janvier 2017, de la communauté de communes des Coteaux du Lauragais Sud).

### Liste des maires
| Période                                  | Période  | Identité           | Étiquette | Qualité |
| ---------------------------------------- | -------- | ------------------ | --------- | ------- |
| 2014                                     | mai 2020 | Jean-Claude Landet |           | -       |
| mai 2020                                 | En cours | Françoise Cases    | SE        | -       |
| Les données manquantes sont à compléter. |          |                    |           |         |

## Population et société

### Démographie
L'évolution du nombre d'habitants est connue à travers les recensements de la population effectués dans la commune depuis 1793. Pour les communes de moins de 10 000 habitants, une enquête de recensement portant sur toute la population est réalisée tous les cinq ans, les populations de référence des années intermédiaires étant quant à elles estimées par interpolation ou extrapolation. Pour la commune, le premier recensement exhaustif entrant dans le cadre du nouveau dispositif a été réalisé en 2008.

En 2022, la commune comptait 1 284 habitants, en évolution de +2,15 % par rapport à 2016 (Haute-Garonne : +8,02 %, France hors Mayotte : +2,11 %).
| 1793  | 1800  | 1806  | 1821  | 1831  | 1836  | 1841  | 1846  | 1851  |
| ----- | ----- | ----- | ----- | ----- | ----- | ----- | ----- | ----- |
| 1 088 | 1 068 | 1 169 | 1 103 | 1 217 | 1 208 | 1 250 | 1 289 | 1 325 |

| 1856  | 1861  | 1866  | 1872  | 1876  | 1881  | 1886  | 1891  | 1896 |
| ----- | ----- | ----- | ----- | ----- | ----- | ----- | ----- | ---- |
| 1 230 | 1 240 | 1 193 | 1 210 | 1 072 | 1 012 | 1 025 | 1 072 | 967  |

| 1901 | 1906 | 1911 | 1921 | 1926 | 1931 | 1936 | 1946 | 1954 |
| ---- | ---- | ---- | ---- | ---- | ---- | ---- | ---- | ---- |
| 875  | 841  | 807  | 716  | 700  | 700  | 708  | 645  | 618  |

| 1962 | 1968 | 1975 | 1982 | 1990 | 1999 | 2006 | 2008  | 2013  |
| ---- | ---- | ---- | ---- | ---- | ---- | ---- | ----- | ----- |
| 530  | 474  | 496  | 612  | 609  | 750  | 991  | 1 059 | 1 220 |

| 2018  | 2022  | - | - | - | - | - | - | - |
| ----- | ----- | - | - | - | - | - | - | - |
| 1 279 | 1 284 | - | - | - | - | - | - | - |

| selon la population municipale des années : | 1968 | 1975 | 1982 | 1990 | 1999 | 2006 | 2009 | 2013 |
| Rang de la commune dans le département      | 157  | 133  | 153  | 175  | 169  | 152  | 148  | 144  |
| Nombre de communes du département           | 592  | 582  | 586  | 588  | 588  | 588  | 589  | 589  |

### Enseignement
Saint-Léon fait partie de l'académie de Toulouse.
La commune possède un groupe scolaire : maternelle et élémentaire

### Culture, festivité et sport
Club de Gymnastique, arts martiaux, dance, musique, théatre, tennis, rugby flag, rugby à XIII pour enfants, baby-gym et comité des fêtes,

### Activités sportives
Terrain de football de l'AS Saint-Léon

### Écologie et recyclage
La collecte et le traitement des déchets des ménages et des déchets assimilés ainsi que la protection et la mise en valeur de l'environnement se font dans le cadre de la communauté de communes des Coteaux du Lauragais Sud.
Une déchèterie est présente sur la commune de Montgeard.

## Économie

### Revenus
En 2018  (données Insee publiées en septembre 2021), la commune compte 465 ménages fiscaux, regroupant 1 286 personnes. La médiane du revenu disponible par unité de consommation est de 24 550 € (23 140 € dans le département).

### Emploi
|                | 2008  | 2013  | 2018  |
| -------------- | ----- | ----- | ----- |
| Commune        | 4,6 % | 5,1 % | 5,6 % |
| Département    | 7,7 % | 9,6 % | 9,3 % |
| France entière | 8,3 % | 10 %  | 10 %  |

En 2018, la population âgée de 15 à 64 ans s'élève à 842 personnes, parmi lesquelles on compte 82,1 % d'actifs (76,5 % ayant un emploi et 5,6 % de chômeurs) et 17,9 % d'inactifs,. Depuis 2008, le taux de chômage communal (au sens du recensement) des 15-64 ans est inférieur à celui de la France et du département.
La commune fait partie de la couronne de l'aire d'attraction de Toulouse, du fait qu'au moins 15 % des actifs travaillent dans le pôle,. Elle compte 150 emplois en 2018, contre 160 en 2013 et 139 en 2008. Le nombre d'actifs ayant un emploi résidant dans la commune est de 648, soit un indicateur de concentration d'emploi de 23,2 % et un taux d'activité parmi les 15 ans ou plus de 70,5 %.
Sur ces 648 actifs de 15 ans ou plus ayant un emploi, 89 travaillent dans la commune, soit 14 % des habitants. Pour se rendre au travail, 90,6 % des habitants utilisent un véhicule personnel ou de fonction à quatre roues, 1,9 % les transports en commun, 3,6 % s'y rendent en deux-roues, à vélo ou à pied et 4 % n'ont pas besoin de transport (travail au domicile).

### Activités hors agriculture

#### Secteurs d'activités
90 établissements sont implantés  à Saint-Léon au 31 décembre 2019. Le tableau ci-dessous en détaille le nombre par secteur d'activité et compare les ratios avec ceux du département,.
| Secteur d'activité                                                                                        | Commune | Commune | Département |
| Secteur d'activité                                                                                        | Nombre  | %       | %           |
| --- | ------- | ------- | ----------- |
| Ensemble                                                                                                  | 90      | 100 %   | (100 %)     |
| Industrie manufacturière, industries extractives et autres                                                | 9       | 10 %    | (5,7 %)     |
| Construction                                                                                              | 15      | 16,7 %  | (12 %)      |
| Commerce de gros et de détail, transports, hébergement et restauration                                    | 11      | 12,2 %  | (25,9 %)    |
| Information et communication                                                                              | 4       | 4,4 %   | (4,1 %)     |
| Activités financières et d'assurance                                                                      | 6       | 6,7 %   | (3,8 %)     |
| Activités immobilières                                                                                    | 6       | 6,7 %   | (4,2 %)     |
| Activités spécialisées, scientifiques et techniques et activités de services administratifs et de soutien | 20      | 22,2 %  | (19,8 %)    |
| Administration publique, enseignement, santé humaine et action sociale                                    | 10      | 11,1 %  | (16,6 %)    |
| Autres activités de services                                                                              | 9       | 10 %    | (7,9 %)     |

Le secteur des activités spécialisées, scientifiques et techniques et des activités de services administratifs et de soutien est prépondérant sur la commune puisqu'il représente 22,2 % du nombre total d'établissements de la commune (20 sur les 90 entreprises implantées  à Saint-Léon), contre 19,8 % au niveau départemental.

#### Entreprises et commerces
Les cinq entreprises ayant leur siège social sur le territoire communal qui génèrent le plus de chiffre d'affaires en 2020 sont : 
- Ovalie Assurances, activités des agents et courtiers d'assurances (630 k€)
- Au Dhango, commerce d'alimentation générale (182 k€)
- Galinier PV, production d'électricité (169 k€)
- SARL Lou Castel, location de terrains et d'autres biens immobiliers (117 k€)
- Experts Solutions France, conseil pour les affaires et autres conseils de gestion (31 k€)

### Agriculture
La commune est dans le Lauragais, une petite région agricole occupant le nord-est du département de la Haute-Garonne, dont les coteaux portent des grandes cultures en sec avec une dominante blé dur et tournesol. En 2020, l'orientation technico-économique de l'agriculture  sur la commune est la culture de céréales et/ou d'oléoprotéagineuses.
|               | 1988  | 2000  | 2010  | 2020  |
| ------------- | ----- | ----- | ----- | ----- |
| Exploitations | 51    | 32    | 25    | 22    |
| SAU (ha)      | 2 017 | 2 081 | 2 070 | 1 875 |

Le nombre d'exploitations agricoles en activité et ayant leur siège dans la commune est passé de 51 lors du recensement agricole de 1988  à 32 en 2000 puis à 25 en 2010 et enfin à 22 en 2020, soit une baisse de 57 % en 32 ans. Le même mouvement est observé à l'échelle du département qui a perdu pendant cette période 57 % de ses exploitations,. La surface agricole utilisée sur la commune a également diminué, passant de 2 017 ha en 1988 à 1 875 ha en 2020. Parallèlement la surface agricole utilisée moyenne par exploitation a augmenté, passant de 40 à 85 ha.

## Culture locale et patrimoine

### Lieux et monuments

#### Saint-Léon
- Église Saint-Léger de Saint-Léon. (église romane)
- Moulin de Coustire

#### Hameau de Caussidières[44]
- Église Saint-Étienne de Caussidières.

### Héraldique
| Blason de Saint-Léon | Blason  | De sinople à trois barres d'argent; au chef tiercé en pal au 1er d'azur à un coq contourné au naturel, au 2e de gueules à la croix cléchée, vidée et pommetée de douze pièces d'or, au 3e d'argent au lion à la queue léopardée de gueules, la crinière d'or; le tout enfermé dans une filière d'argent, le chef soutenu d'une divise du même chargée de l'inscription de sable «SAINT-LEON» et combinée avec la filière. |
| Blason de Saint-Léon | Détails | Le statut officiel du blason reste à déterminer. |